# Велебитске саонице или три швалера и једна девојка
„Велебитске саонице или три швалера и једна девојка” је југословенски ТВ филм из 1975. године. Режирао га је Јован Коњовић који је написао и сценарио.

## Улоге
| Глумац              | Улога |
| ------------------- | ----- |
| Марко Тодоровић     |       |
| Оливера Марковић    |       |
| Драгутин Добричанин |       |
| Никола Симић        |       |
| Ташко Начић         |       |
| Адем Чејван         |       |
| Маја Чучковић       |       |
| Горица Поповић      |       |
| Марија Милутиновић  |       |
| Бранка Петрић       |       |
| Божидар Стошић      |       |
| Бранко Милићевић    |       |
| Радмила Плећаш      |       |